# ۱۲۷۸ (خورشیدی)
۱۲۷۸ هزار و دویست هفتاد و هشتمین سال هجری خورشیدی سالی عادی است.

## رویدادها

### آذر
- ۲۸ آذر – افتتاح مدرسهٔ سیاسی در تهران به فرمان مظفرالدین‌شاه قاجار و در زمان وزارت امور خارجه میرزا نصرالله خان مشیرالدوله

## زادگان
- میرزا هاشم آملی از روحانیون شیعه و پدر علی لاریجانی سیاستمدار ایرانی
- ابراهیم فخرایی، نویسنده ایرانی
- محمد علی علامه وحیدی : از سناتورهای مجلس پیش از انقلاب و نیابت تولیت مدرسه سپهسالار
- بهاءالدین پازارگاد : جامعه‌شناس، روزنامه نگار و شاعر ایرانی
- رفیع حالتی : بازیگر و کارگردان تئأتر و سینما

## درگذشتگان
- امیر نظام گروسی، (زاده: ۱۲۰۱)، سیاستمدار، ادیب و خوشنویس ایرانی در دوره قاجار .